# Centro de Operações Especiais
A Coordenação de Operações e Recursos Especiais da Polícia Civil do Estado da Bahia (CORE) é uma unidade especializada da Policía Civil do Estado da Bahia no apoio operacional para pronto emprego nas situações em que as demais unidades policiais, militares e civis, necessitem de reforços durante diligências ou prisões de marginais, principalmente, em áreas de criminalidade violenta. Esta unidade, a CORE - Coordenação de Operações e Recursos Especiais, é conhecida pelo preparo profissional para as situações de risco e a presença permanente nos noticiarios do estado.
A unidade conta com prédio próprio, situado ao lado do Aeroporto Internacional Luís Eduardo Magalhães.

## Competências básicas
Sua função original e principal é de supervisionar e coordenar as ocorrências policiais com reféns, enquanto não se esgotarem as negociações por todos os meios necessários e dar apoio às Delegacias de Polícia, sempre que necessário,  mantendo uma equipe de agentes de polícia ou equipes especializadas para reforço ou complementação de diligências.
Pórem, por não ser comum ocorrências policiais com reféns, nem de suspeitos entreicherados, o COE tem apoiado e dado suporte a ações contra o crime organizado, quadrilhas de assalto a banco e prisões de perigosos foragidos.

## Intercâmbio
O Centro e a Companhia, Policia Civil e Militar respectivamente, mantêm constante intercâmbio com outras unidades policiais do Brasil e estrangeiras e figura mesmo que discretamente no cenário nacional. A COE já cooperou e treinou com:

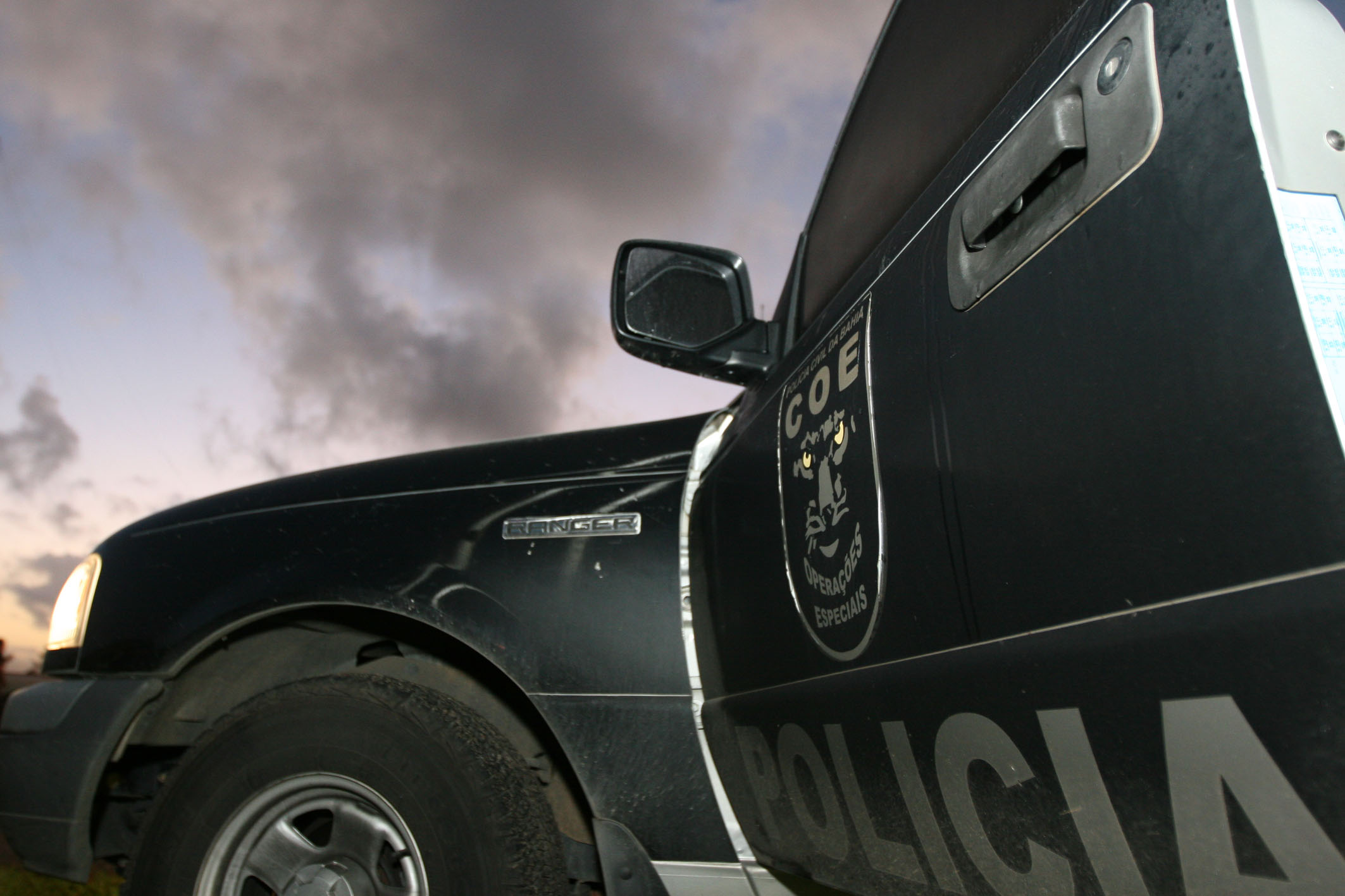
Foto de uma viatura do COE durante operação policial

- O BOPE da Polícia Militar do Estado do Rio de Janeiro.
- O CORE da Polícia Civil do Estado do Rio de Janeiro.
- O GATE da Polícia Militar do Estado de São Paulo
- As SWAT dos estados do Texas, dentre elas: SWAT de Dallas; SWAT de Beaumont; SWAT de Austin entre outras.
- Em 2006, a Bahia sediou um treinamento originado na GSG 9 da Policia Federal da Alemanha com Cães Farejadores para a Secretaria Nacional de Segurança Pública (Senasp).